# Liste der Stolpersteine in Calvörde
Die Liste der Stolpersteine in Calvörde enthält alle Stolpersteine, die im Rahmen des gleichnamigen Kunst-Projekts von Gunter Demnig in Calvörde verlegt wurden. Mit ihnen soll Opfern des Nationalsozialismus gedacht werden, die in Calvörde lebten und wirkten. Bei der ersten Verlegeaktion wurden am 12. September 2009 sechs Steine an einer Adresse verlegt. Ein weiterer Stein folgte im Oktober 2024.

## Liste der Stolpersteine
| Adresse                  | Datum der Verlegung | Person | Inschrift | Bild | Bild des Hauses         |
| ------------------------ | ------------------- | --- | --- | ---- | ----------------------- |
| Haldenslebener Straße 46 | 4. Okt. 2024        | Frida Körner geb. Romberg (1886–1958) Frida Romberg wurde am 22. Mai 1886 geboren. Im Jahr 1910 gründete sie die erste evangelische Frauenhilfe in Calvörde. Sie heiratete Otto Körner und wurde kurz vor Kriegsende in das Ghetto Theresienstadt deportiert, wo sie nach fünf Monaten Lagerhaft befreit wurde. Frida starb am 2. Mai 1958. Auf dem Calvörder Friedhof befindet sich der Grabstein der Familie Körner/Romberg. | Hier wohnte FRIDA KÖRNER geb. Romberg Jg. 1886 deportiert 1945 Theresienstadt befreit                                             |      |                         |
| Am Markt                 | 12. Sep. 2009       | Robert Bloch (1882–1943) Robert Bloch wurde am 7. September 1882 in Köln geboren. Er heiratete Liesbeth Behrens und bekam mit ihr den Sohn Werner Bloch. Er betrieb mit seiner Frau ein Textilwarengeschäft am Markt von Calvörde. Im Jahr 1938 wurde er nach Polen ausgewiesen. Bei der Minderheiten-Volkszählung vom 17. Mai 1939 ist er in Breslau nachweisbar. Er wurde vermutlich 1943 in einem deutschen KZ ermordet und für tot erklärt. | Hier wohnte ROBERT BLOCH Jg. 1887 ausgewiesen 1938 nach Polen ermordet 1943 in einem deutschen KZ                                 |      | abgerissen, Gedenktafel |
| Am Markt                 | 12. Sep. 2009       | Werner Bloch (1920–?) Werner Bloch wurde am 15. September 1920 als Sohn von obert und Liesbeth Bloch in Calvörde geboren, besuchte dort die Volksschule und in Gardelegen das Gymnasium. Im Jahr 1938 wurde er von der Schule verwiesen, weshalb er zu seinem Onkel nach Essen zog, um bei diesem eine Lehre im Kaufhaus zu absolvieren. Nach der Reichspogromnacht, die auch seinen Onkel betraf, gelang ihm die Flucht über die Grenze nach Groenlo. Dort wurde er allerdings nach drei Monaten als illegaler Flüchtling im kamp Reuver voor illegale vluchtelingen in Beesel inhaftiert. Im September 1939 wurde er in das Lager Vianda in Hoek van Holland deportiert, das sich in einem ehemaligen Schlachthof für Fleischexporte befand. Im November 1939 kam er in das Durchgangslager Westerbork, wo er sich für die Feuerwehr meldete und in der Zimmerei arbeitete. Er wurde Mitglied des Ordedienst und heiratete am 23. Juli 1942 im Kamp Westerbork Helga Lipinski. Im September 1944 wurden er und sein schwangere Frau in das Ghetto Theresienstadt deportiert und von dort am 29. September in das KZ Auschwitz, wo seine Frau und sein Kind starben, die im Oktober 1944 nach Auschwitz gebracht worden waren. Am 17. Januar 1945 wurden die Insassen mit einem Todesmarsch nach Gleiwitz in das KZ Sachsenhausen evakuiert. Von dort aus erfolgte der nächste Todesmarsch am 21. April 1945 nach Schwerin und weiter nach Lübeck. Er lebte ab 1946 in Amsterdam und heiratete dort erneut, produzierte Spielzeug, zog 1966 nach Amstelveen um und schrieb ein Buch über seine Erlebnisse, das übersetzt als Konfrontation mit dem Schicksal. Ein Calvörder Überlebender des Holocaust im Jahr 2010 erschien. | Hier wohnte WERNER BLOCH Jg. 1920 Flucht 1935 Holland interniert Westerbork deportiert 1944 Auschwitz 1945 Sachsenhausen überlebt |      | abgerissen, Gedenktafel |
| Am Markt                 | 12. Sep. 2009       | Liesbeth Bloch geb. Behrens (1887–1943) Liesbeth Behrens wurde am 20. Februar 1887 in Gardelegen geboren. Sie heiratete Robert Bloch und bekam mit ihm den Sohn Werner Bloch. Mit ihrem Mann betrieb sie ein Textilwarengeschäft am Markt von Calvörde. Im Jahr 1938 wurde die Familie nach Polen ausgewiesen. Sie lebte dort in Breslau (1939) und in Grüssau. Sie wurde später in das Ghetto Theresienstadt deportiert. Ihre genauen Todesumstände sind unbekannt. Sie wurde für tot erklärt. | Hier wohnte LIESBETH BLOCH geb. Behrens Jg. 1887 ausgewiesen 1938 nach Polen ermordet 1943 in einem deutschen KZ                  |      | abgerissen, Gedenktafel |
| Am Markt                 | 12. Sep. 2009       | Ernst Bloch (1887–1943) | Hier wohnte ERNST BLOCH Jg. 1887 ausgewiesen 1938 nach Polen ermordet 1943 in einem KZ                                            |      | abgerissen, Gedenktafel |
| Am Markt                 | 12. Sep. 2009       | Lotte Bloch (1923–1942) Charlotte „Lotte“ Bloch wurde am 30. April 1923 in Calvörde geboren. Sie lebte in Helmstedt, Braunschweig und Berlin-Charlottenburg, wurde aber 1938 nach Polen ausgewiesen. Dort kam sie in das Sammellager Tormersdorf und wurde am 3. Mai 1942 nach Lublin deportiert. Lotte Bloch war die Tochter von Ernst und Therese Bloch. | Hier wohnte LOTTE BLOCH Jg. 1923 ausgewiesen 1938 nach Polen ermordet 1942 in einem deutschen KZ                                  |      | abgerissen, Gedenktafel |
| Am Markt                 | 12. Sep. 2009       | Therese Bloch geb. Behrens (1893–1943) Therese Bloch wurde am 3. Januar 1893 in Gardelegen geboren. Sie wurde im Jahr 1938 nach Polen ausgewiesen und ist im Mai 1939 in Breslau nachweisbar. Sie kam in das Sammellager Tormersdorf. Am 3. Mai 1942 wurde sie nach Lublin deportiert. Ihre genauen Todesumstände sind unbekannt. | Hier wohnte THERESE BLOCH geb. Behrens Jg. 1893 ausgewiesen 1938 nach Polen ermordet 1943 in einem deutschen KZ                   |      | abgerissen, Gedenktafel |